# Ricard Creus
Ricard Creus (Barcelona, 1928 - Anglès, 10 de noviembre de 2021) fue un narrador y poeta de Cataluña. 
Estudió en la Facultat de Bellas Artes de la Universidad de Barcelona e inició una carrera artística como pintor, que abandonó finalmente por la literatura. Se ha dedicado a las artes plásticas como profesor de arte y es coautor de diversos ensayos sobre arte y pedagogía del arte. 
Dedicado inicialmente a la prosa narrativa, Ricard Creus escribió muchos años sin publicar y se dio a conocer como poeta con sus primeras obras: Cendra amb foc (1975), Poemes de l'altra veu i de la meva (1976), 36 poemes a partir del 36 (1978) y Si em dónes d'adéu no et prenc pel mot (1979). En 1983 se publica la obra en prosa Mutacions y hasta 1985 no va a ver la luz uno de sus primeros trabajos narrativos, la Trilogia dels hereus, que apareció en dos volúmenes: L'ocell (1985), con el que obtuvo el Premio Andròmina de narrativa, y Temps imposat, con las novelas Les trampes y La runa (1986). En 1987 ganó el Premio Sant Jordi de novela con la obra Posicions y en 1991 obtuvo el Premio Rosa Leveroni de poesía por su obra Retornar a Itàlia. Publicó dos libros más de poemas: Jo amb mi i altres poemes (1994) y M'estimo el cos (1997), así como la novela Vol Barcelona-Mèxic (2000). En 2006, Ediciones Proa publicaba el volumen Cada día un día. Obra poètica 1968-2003 que contiene la obra completa ordenada según la fecha de creación, y poemas inéditos junto a algunos recientes.
En 1986 fueron publicadas por Ediciones-62, "Colección El Galliner", n.º 91, las obras de teatro Entre aigua i anís" y "Jo vinc d'un altre temps. La obra de teatro "Entre aigua i anís" fue estrenada el 13 de diciembre de 1986 en la sala-espectáculos del Centre Parroquial de Sant Josep de Badalona, interpretada por la actriz Felicidad Comas y el actor Josep Solaz, bajo la dirección de Neus Viñas.
Es autor de la cantata Cantijoc para coro infantil, narradores y orquesta. También tiene publicadas diversas obras de literatura infantil y juvenil, una de las cuales, Una pedra per corona (1979), fue la primera obra en prosa que publicó. Ha colaborado en publicaciones periódicas como Cavall Fort, Avui, Reduccions y Tele-exprés.

## Obras

### Poesía
- Cendra amb foc (Edicions 62, Barcelona, 1975).
- Poemes de l'altra veu i de la meva (Editorial Pòrtic, Barcelona, 1976).
- 36 poemes a partir del 36 (Laia, Barcelona, 1978. Reeditado en 2004 por Curbet Editors).
- Si em dónes l'adéu no et prenc pel mot (La Gaia Ciència, Barcelona, 1979).
- Retornar a Itàlia (Columna, Barcelona, 1992).
- Jo amb mi i altres poemes (L'Aixernador, Barcelona, 1994).
- M'estimo el cos (Pagès Editors, Lérida, 1997).
- Cada dia un dia. Obra poètica 1968-2003 (Proa, Barcelona, 2006).

### Novelas
- Mutacions (Ed. 62, Barcelona, 1983).
- L'ocell (Edicions Tres i Quatre, València, 1985).
- Temps imposat (Edicions Tres i Quatre, València, 1986).
- Posicions (Edicions 62, Barcelona, 1988).
- Vol Barcelona-Mèxic (Edi-Liber, Barcelona, 2000).

### Teatro
- Entre aigua i anís. Jo vinc d'un altre temps(Barcelona, Edicions 62, 1986).

### Novelas y relatos infantiles
- Una pedra per corona (Publicaciones de la Abadía de Montserrat, Barcelona, 1979).
- Pa amb xocolata (Teide, Barcelona, 1982).
- El gos i l'oreneta (Argos - Vergara, Barcelona, 1983).
- El moro, les taronges i la guerra (Argos - Vergara, Barcelona, 1984).
- Què somies? (Teide, Barcelona, 1987).
- Sempre passa alguna cosa (Cruïlla, Barcelona, 1989).
- Biografia d'un gat (Cruïlla, Barcelona, 2005).

### Traducciones de poesía
- Sofia Chiaraviglio. Circolarità (CCG Edicions, Girona 2005)

## Premios literarios
- Premio Andròmina de narrativa. Premios octubre de 1985 por L'ocell.
- Premio Sant Jordi de novela 1987 por Posicions.
- Premios Literarios de Cadaqués-Rosa Leveroni de poesía 1991 por Retornar a Itàlia